# Reljinac
Reljinac (en serbe cyrillique : Рељинац) est un village de Serbie situé dans la municipalité de Prokuplje, district de Toplica. Au recensement de 2011, il comptait 542 habitants.

## Démographie
| 1948 | 1953 | 1961 | 1971 | 1981 | 1991 | 2002 | 2011 |
| ---- | ---- | ---- | ---- | ---- | ---- | ---- | ---- |
| 858  | 893  | 901  | 833  | 764  | 671  | 611  | 542  |

|  |